# Толузаков Пилип Михайлович
Пилип Михайлович Толузаков (рос. Филипп Михайлович Толузаков; 10 січня 1989, м. Балаково, СРСР) — російський хокеїст, нападник. Виступає за ХК ВМФ (Санкт-Петербург) у Вищій хокейній лізі. 
Виступав за МХК «Спартак», «Спартак» (Москва), «Крила Рад» (Москва), «Молот-Прикам'я» (Перм). 
В чемпіонатах КХЛ — 5 матчів (0+0).